# Pouillot ibérique
Phylloscopus ibericus
Espèce
Synonymes
- Phylloscopus brehmii

Statut de conservation UICN

 LC  : Préoccupation mineure
Le Pouillot ibérique (Phylloscopus ibericus syn. Phylloscopus brehmii) est une espèce d’oiseaux de la famille des Phylloscopidae, quelquefois considérée comme une sous-espèce du Pouillot véloce.

## Répartition
Son aire s'étend à travers la Numidie et la péninsule Ibérique, du Portugal à l'Est des Pyrénées ; il migre pour rejoindre ses quartiers d'hiver en Afrique de l'Ouest.